# Бауман, Хонатан
Хонатан Хесус Бауман (исп. Jonathan Jesús Bauman; род. 30 марта 1991, Сунчалес, Санта-Фе) — аргентинский футболист, нападающий клуба «Барселона» (Гуаякиль).

## Клубная карьера
Бауман — воспитанник клубов «Унион Сунчалес» и «Колон». 8 октября 2009 года в матче против «Арсенала» он дебютировал в аргентинской Примере в составе последних. В этом же поединке Хонатан забил свой первый гол за «Колон». Для получения игровой практики «Патронато» и «Депортиво Арменио». В начале 2013 года Бауман перешёл в чилийский «Сантьяго Морнинг». 16 февраля в матче против «Унион Сан-Фелипе» он дебютировал чилийской Примере B. В этом же поединке Хонатан забил свой первый гол за «Сантьяго Морнинг». 
Летом того же года Бауман вернулся в Аргентину в клуб «Химансия Хухуй». 4 августа в матче против «Атлетико Тукуман» он дебютировал за новую команду. 17 сентября в поединке против «Униона Санта-Фе» Хонатан забил свой первый гол за «Химнасию Хухуй».
В 2014 году он выступал за «Тиро Федераль». В начале 2015 года Бауман перешёл в «Институто». 21 февраля в матче против «Бока Унидос» он дебютировал за новую команду. 31 мая в поединке против «Дуглас Хейг» Хонатан забил свой первый гол за «Институто». После этого он выступал за «Унион Сунчалес» и «Гильермо Браун».
Летом 2017 года Браун перешёл в греческую «Керкиру». 27 августа в матче против ПАОКа он дебютировал в греческой Суперлиге. В начале 2018 года Браун подписал контракт с индонезийским клубом «Персиб». В матче против «Шривиджая» он дебютировал в чемпионате Индонезии. 8 апреля в поединке против «Митра Кукар» Хонатан забил свой первый гол за «Персиб». В начале 2019 года Браун присоединился к малайзийскому клубу «Кедах». 2 февраля в матче против «Перак II» он дебютировал в малайзийской Суперлиге. В этом же поединке Хонатан забил свой первый гол за «Кедах». В начале 2020 года Бауман ненадолго вернулся в Индонезию, став игроком клуба «Арема». 8 марта в матче против своего бывшего клуба «Персиб» он дебютировал за новую команду. 
Летом 2020 года Бауман вернулся в Аргентину, присоединившись к «Кильмесу». 11 декабря в матче против «Альмагро» он дебютировал за новую команду. 29 декабря в поединке против «Чакарита Хуниорс» Хонатан забил свой первый гол за «Кильмес». в начале 2021 года Бауман перешёл в эквадорский «Мушук Руна». 28 февраля в матче против 9 октября он дебютировал в эквадорской Примере. В этом же поединке Хонатан забил свой первый гол за «Мушук Руна». 14 марта в матче против «Манта» он сделал хет-трик. Летом того же года Бауман на правах аренды перешёл в «Индепендьенте дель Валье». 18 июля в матче против «Депортиво Куэнка» он дебютировал за новую команду. 1 августа в матче против «Макара» Хонатан забил свой первый гол за «Индепендьенте дель Валье». 31 октября в поединке против «Ольмедо» он сделал хет-трик. По итогам сезона Бауман стал лучшим бомбардиром турнира и помог клубу выиграть чемпионат. По окончании аренды «Индепендьенте дель Валье» выкупил трансфер игрока. 

## Достижения
Клубные
 «Кедах»
- Обладатель Кубка Малайзии — 2019

 «Индепендьенте дель Валье»
- Победитель эквадорской Примеры — 2021

Индивидуальные
- Лучший бомбардир эквадорской Примеры (26 мячей) — 2021